# Frege-Prinzip
Das Frege-Prinzip (auch Kompositionalitätsprinzip, Kompositionsregularität, Funktionalitätsprinzip, Fregesches Prinzip der Bedeutung) ist ein semantisches Prinzip, nach dem die Bedeutung eines komplexen, d. h. aus Teilausdrücken zusammengesetzten Ausdrucks (etwa eines Satzes) durch die Bedeutungen seiner Teile sowie die Art ihrer Zusammenfügung bestimmt ist. Es ist eine Grundannahme der Standardansätze in der Semantik. Benannt ist es nach dem deutschen Mathematiker, Logiker und Philosophen Gottlob Frege (1848–1925).
Das Kompositionalitätsprinzip lässt bewusst offen, was genau unter dem Begriff „Bedeutung“ zu verstehen ist; die einzige Annahme ist die, dass die atomaren, d. h. nicht weiter zerlegbaren Ausdrücke eine lexikalische Bedeutung haben.
Gelegentlich wird auch das engere Extensionalitätsprinzip, das neben der allgemeinen Kompositionalität auch die spezifische Extensionalität umfasst, als Frege-Prinzip oder Kompositionalitätsprinzip bezeichnet. Für Vertreter der Extensionalitätsthese, der zufolge es zu jeder Aussage eine äquivalente extensionale Aussage gebe, fallen beide Prinzipien letztlich zusammen.

## Anwendung
- Auf satzsemantischer Ebene kann ein Satz als komplexer Ausdruck betrachtet werden, dessen Bedeutung sich aus den Bestandteilen, also den Wörtern bzw. ihren Bedeutungen, und der Art ihrer Verknüpfung bestimmen lässt.
- Auf wortsemantischer Ebene kann auch ein Wort einen komplexen Ausdruck darstellen, wie im folgenden Beispiel bei der Wortbildung durch Komposition (Wortzusammensetzung, vgl. Morphologie). Zum Beispiel lässt sich das aus den Teilausdrücken „gras“ und „grün“ zusammengesetzte Wort „grasgrün“ auffassen als Determinativkompositum (d. h., der erste Teil bestimmt semantisch den zweiten näher); in diesem Fall ergibt sich als Bedeutung des komplexen Ausdrucks: grün wie Gras.
- Für formale Sprachen werden normalerweise kompositionale, oft sogar extensionale Semantiken aufgestellt. Zum Beispiel ergibt sich die „Bedeutung“, d. h. der Wert einer mathematischen Formel wie „3 + 2“ aus den Bedeutungen (d. h. Werten) der Teilausdrücke und der Art ihrer Zusammensetzung: Die beiden Teilausdrücke „3“ und „2“ sind durch das Zeichen „+“ verbunden, d. h., die Gesamtbedeutung ist das Ergebnis der Addition von 3 und 2.

## Grenzen und Kritik
Gerade auf der wortsemantischen Ebene lässt sich bei natürlichen Sprachen häufig die Frage stellen und selten zweifelsfrei klären, ob ein Ausdruck denn überhaupt komplex gebildet ist, oder nicht eine vollständig idiomatisierte Form darstellt, deren innere Struktur nicht mehr semantisch analysiert werden kann.
In einer pragmatischen Perspektive erscheint das Kompositionalitätsprinzip unzureichend. Es fehle die Einbindung der Wort- wie der Satzbedeutungen „in Verständnissituationen und Wissenskontexte(n)“. Das Modell der Kompositionalität werde „der wahren Funktionsweise von sprachgebundener Kommunikation nicht (oder nur teilweise) gerecht“. Das Prinzip leiste einer verfehlten „wort-isolierenden strukturalistischen Semantik“ Vorschub und vernachlässige die „textuelle Einbettung“.